# 술라웨시산지쥐
술라웨시산지쥐(Taeromys hamatus)는 쥐과에 속하는 설치류의 일종이다. 인도네시아 술라웨시섬 중부 지역 레히오 산과 카니노 산, 녹킬라라키 산에서만 발견된다.